# 자연환경보전법
자연환경보전법은 자연환경을 인위적 훼손으로부터 보호하고 다양한 자연생태계를 보전하며 보호할 가치가 있는 생물의 멸종을 방지하는 법률이다. 이에 필요한 기본적인 사항을 정함으로써 국민이 건강하고 쾌적한 삶을 누릴 수 있는 자연환경을 보전함을 목적으로 하고 있다. 자연환경보전법은 1991년 12월 31일에 법률 제4492호로 제정되었으며, 총칙, 자연환경보전 기본계획 및 자연환경에 대한 조사의 실시, 자연환경보전을 위한 자연생태계보전지역, 생물다양성의 보전, 자연환경 개선지역의 지정 및 개선조치, 보칙, 벌칙 등 총 41조와 그 부칙으로 구성되어 있다.

## 같이 보기
- 자연환경보호